# Pakistanische Cricket-Nationalmannschaft in Sri Lanka in der Saison 1985/86
Die Tour der pakistanischen Cricket-Nationalmannschaft nach Sri Lanka in der Saison 1985/86 fand vom 23. Februar bis zum 11. März 1986 statt. Die internationale Cricket-Tour war Bestandteil der Internationalen Cricket-Saison 1985/86 und umfasste drei Tests und vier ODIs. Pakistan gewann die ODI-Serie 2–0, während die Test-Serie 1–1 unentschieden endete.

## Vorgeschichte
Pakistan spielte zuvor eine Tour in den West Indies, während für Sri Lanka es die erste Tour nach der zum Beginn der Saison in Pakistan ausgetragenen Begegnung gegen Pakistan war.

## Stadien
Die folgenden Stadien wurden für die Tour als Austragungsort vorgesehen
| Stadion                                 | Stadt    | Kapazität | Spiele          |
| --------------------------------------- | -------- | --------- | --------------- |
| Colombo Cricket Club Ground (CCC)       | Colombo  | 6.000     | 2. Test         |
| Paikiasothy Saravanamuttu Stadium (PSS) | Colombo  | 15.000    | 3. Test         |
| R. Premadasa Stadium (RPS)              | Colombo  | 35.000    | 3. ODI          |
| Sinhalese Sports Club Ground (SSC)      | Colombo  | 10.000    | 4. ODI          |
| Asgiriya Stadium                        | Kandy    | 10.300    | 1. Test; 1. ODI |
| De Soysa Stadium                        | Moratuwa | 16.000    | 2. ODI          |

## Kaderlisten
| Test | Test | ODI | ODI |
| Sri Lanka | Pakistan | Sri Lanka | Pakistan |
| --- | --- | --- | --- |
| - Kaushik Amalean - Don Anurasiri - Roy Dias - Asanka Gurusinha - Kosala Kuruppuarachchi - Roshan Mahanama - Chaminda Mendis - Arjuna Ranatunga - Rumesh Ratnayake - Rumesh Ratnayeke - Jayantha Silva - Jayananda Warnaweera - Sidath Wettimuny - Guy de Alwis - Ashantha de Mel - Aravinda de Silva - Asoka de Silva | - Abdul Razzaq - Imran Khan - Javed Miandad - Mohsin Kamal - Mohsin Kamal - Mudassar Nazar - Qasim Umar - Rameez Raja - Saleem Malik - Tauseef Ahmed - Wasim Akram - Zakir Khan - Zulqarnain | - Kaushik Amalean - Don Anurasiri - Roy Dias - Brendon Kuruppu - Roshan Mahanama - Chaminda Mendis - Gamini Perera - Champaka Ramanayake - Keerthi Ranasinghe - Arjuna Ranatunga - Rumesh Ratnayake - Ashantha de Mel - Aravinda de Silva - Asoka de Silva | - Abdul Razzaq - Imran Khan - Javed Miandad - Mohsin Kamal - Mudassar Nazar - Rameez Raja - Saleem Malik - Tauseef Ahmed - Wasim Akram - Zakir Khan - Zulqarnain |

## Tests

### Erster Test in Kandy
| 23. – 27. Februar Scorecard | Kandy (AS) | Sri Lanka 109 (42.4) & 101 (43)                | – | Pakistan 230 (90.2) |
|                             |            | Pakistan gewinnt mit einem Innings und 20 Runs |   |                     |

### Zweiter Test in Colombo
| 14. – 18. März Scorecard | Colombo (CCC) | Pakistan 132 (51.3) & 172 (45.3) | – | Sri Lanka 273 (95.3) & 32-2 (13) |
|                          |               | Sri Lanka gewinnt mit 8 Wickets  |   |                                  |

### Dritter Test in Colombo
| 22. – 27. März Scorecard | Colombo (PSS) | Sri Lanka 281 (108.5) & 323-3 (108) | – | Pakistan 318 (101.2) |
|                          |               | Remis                               |   |                      |

## One-Day Internationals

### Erstes ODI in Dunedin
| 2. März Scorecard | Kandy (AS) | Sri Lanka 124-6 (23/23)        | – | Pakistan 125-2 (21.3/23) |
|                   |            | Pakistan gewinnt mit 8 Wickets |   |                          |

### Zweites ODI in Moratuwa
| 8. März Scorecard | Moratuwa | Pakistan 125-8 (38/38) | – | Sri Lanka |
|                   |          | No Result              |   |           |

### Drittes ODI in Colombo
| 9. März Scorecard | Colombo (RPS) | Sri Lanka | – | Pakistan |
|                   |               | Abgesagt  |   |          |

### Viertes ODI in Colombo
| 11. März Scorecard | Colombo (SSC) | Sri Lanka 160-8 (38/38)                         | – | Pakistan 103-2 (23/24) |
|                    |               | Pakistan gewinnt mit 8 Wickets (Revised Target) |   |                        |